# Operacja Priboj
Operacja Priboj (ros. Операция «Прибой», pol. przybój) – kryptonim radzieckiej masowej deportacji ludności z krajów bałtyckich w dniach 25–28 marca 1949 r. Akcja ta znana jest również pod nazwą deportacje marcowe (est. Märtsiküüditamine; łot.: Marta deportācijas; ros.: Мартовская депортация). Ponad 90 000 Estończyków, Łotyszy i Litwinów, określanych mianem „wrogów ludu”, zostało deportowanych do przymusowych osiedli na dalekich obszarach Związku Radzieckiego.

## Etapy operacjiPriboj
Operacja Priboj planowana była przez władze Związku Radzieckiego przez dwa lata. W marcu 1949 r. rozpoczęto formalne procedury poprzedzające deportacje:
- 29 stycznia 1949 r. Rada Ministrów ZSRR przyjęła rozporządzenie nr 390-138ss: „W sprawie wydalenia z Litwy, Łotwy i Estonii rodzin kułaków i ich rodzin, rodzin nielegalnie żyjących bandytów i nacjonalistów zabitych i skazanych podczas starć zbrojnych, rodzin bandytów kontynuujących opór i ich rodzin, a także rodzin represjonowanych bandytów”[3]
- 12 marca 1949 r. opublikowano dyrektywę nr 00225 Ministra Spraw Wewnętrznych ZSRR: „W sprawie wydalenia kułaków, ich rodzin, rodzin bandytów i nacjonalistów z terytoriów Litwy, Łotwy i Estonii”[4]
- 14 marca 1949 r. opublikowano rozporządzenie nr 014 Rady Ministrów Estońskiej SRR: „W sprawie wydalenia kułaków i ich rodzin z Estońskiej SRR”[5]
- 22 marca opublikowano rozporządzenie nr 015 Rady Ministrów Estońskiej SRR „W sprawie wydalenia rodzin kułaków z Estońskiej SRR”[6]
- 23 marca opublikowano rozporządzenie nr 016 Rady Ministrów Estońskiej SRR: „W sprawie procedury realizacji skonfiskowanych gospodarstw domowych kułaków i przekazania ich organom zbiorowym w Estońskiej SRR”[7]

Wojskowi i działacze partyjni zostali poinformowani o operacji 10 godzin przed rozpoczęciem, rano w dniu 25 marca 1949 r. Urzędników partyjnych, władze gminne i okręgowe w komitetach poinformowano przez telefon. Osoby oznaczone w dokumentach słowem Priboj miały zostać poinformowane niezwłocznie, a z osobami oznaczonymi kodem „pobranie” miano się wkrótce skontaktować.
Dodatkowe oddziały zostały przysłane na Łotwę i do Estonii w dniach 3–8 kwietnia, a wielu dowodzących operacją otrzymało wysokie rangą odznaczenia.

## Deportacje

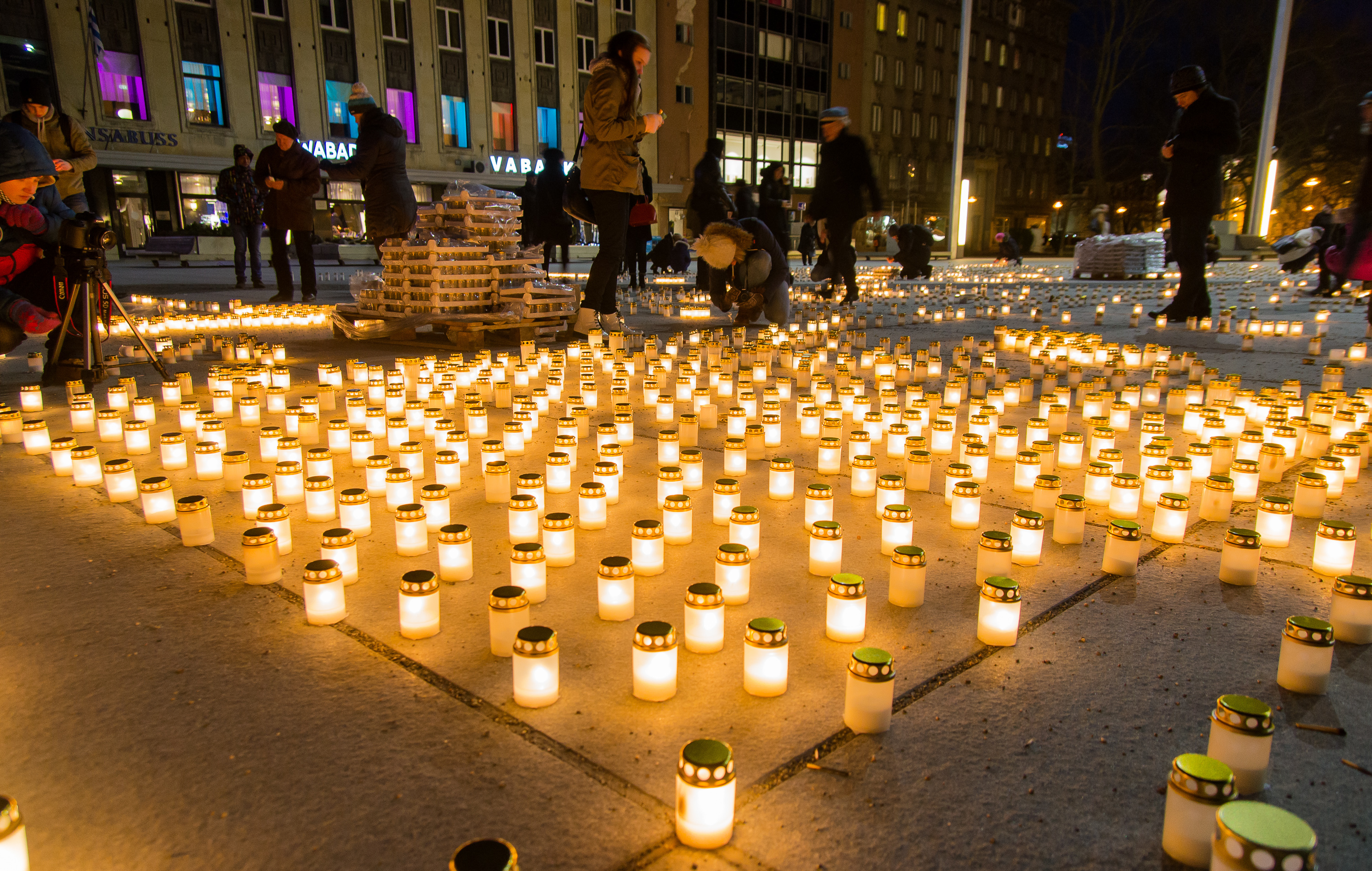
Świece na Placu Wolności w Tallinnie, ustawione w rocznicę deportacji marcowych (2015)

Specjalnym jednostkom wojskowym wyznaczono po 3–4 rodziny, które mieli dostarczyć na stację kolejową. Funkcjonariusze MGB (estońskiego Ministerstwa Bezpieczeństwa Narodowego) identyfikowali je po wcześniejszej klasyfikacji pod kątem wydanych rozporządzeń i utworzonych list, następnie przeszukiwali lokale i doprowadzali ludzi na miejsce deportacji.
Rodzinom pozwolono spakować niektóre rzeczy osobiste (ubrania, naczynia, narzędzia rolnicze, sprzęty domowe) i żywność. Jednak zdezorientowani ludzie nie mieli czasu ani zasobów, by się odpowiednio przygotować do podróży. W przeciwieństwie do deportacji w czerwcu 1941 r. rodziny deportowane osiem lat później nie zostały rozdzielone. Ludzi transportowano na stacje kolejowe różnymi środkami komunikacji: powozami, ciężarówkami lub statkami towarowymi (z estońskich wysp Saaremaa i Hiiumaa).
Ponieważ ludność doświadczała już wcześniej masowych deportacji, rozpoznawano sygnały zwiastujące nieszczęście (np. przybycie nowych żołnierzy i pojazdów wojskowych) i próbowano się ukryć. Dlatego członkowie wyznaczonych przez władze grup urządzali zasadzki, śledzili i przesłuchiwali krewnych, przeprowadzili masowe kontrole paszportowe itp. Wbrew przepisom odpowiedzialni za deportacje wojskowi dostarczali dzieci bez rodziców na stacje kolejowe w nadziei, że rodzice dobrowolnie się pojawią.
Pociągi kierowano do obwodu nowosybirskiego, omskiego, irkuckiego i Kraju Krasnojarskiego. Zesłańców do obwodu omskiego umieszczono wokół terenów poligonu w Semeju, gdzie w latach 1949–1956 przeprowadzono około 260 prób nuklearnych.
Ponad 70% deportowanych stanowiły kobiety i dzieci w wieku poniżej 16 lat. Najmłodsza deportowana z Estonii, Virve Eliste z wyspy Hiiumaa, urodziła się dzień wcześniej i zmarła po roku. Najstarsza, Maria Raagel, miała 95 lat.
| Republika | Pociągi | Rodziny | Ludzie | Mężczyźni        | Kobiety          | Dzieci (poniżej 16 r.ż.) |
| --- | ------- | ------- | ------ | ---------------- | ---------------- | ------------------------ |
| Estonia | 19      | 7471    | 20 480 | 4566 lub 22,3%   | 9866 lub 48,2%   | 6048 lub 29,5%           |
| Łotwa | 33      | 14 173  | 41 708 | 11 135 lub 26,7% | 19 535 lub 46,8% | 11 038 lub 26,5%         |
| Litwa | 24      | 8 985   | 28 656 | 8929 lub 31,2%   | 11 287 lub 39,4% | 8440 lub 29,5%           |
| Razem | 76      | 30 629  | 90 844 | 24 630 lub 27,1% | 40 688 lub 44,8% | 25 526 lub 28,1%         |
| Heinrihs Strods przedstawia wyższe liczby: 20 713 osób z Estonii, 42 149 osób z Łotwy, 31 917 osób z Litwy (razem: 94 779) |         |         |        |                  |                  |                          |

Deportowani mieli zakaz powrotu do domu pod karą 20 lat ciężkich robót za próby ucieczki. Poczta była cenzurowana, a specjalnie wyznaczone jednostki monitorowały życie i pracę zesłańców. Przydział chleba był przyznawany według zrealizowanych godzin pracy, a nie liczby osób w rodzinie. Pracę przydzielano w kołchozie, sowchozie lub – rzadziej – leśnictwie czy zakładzie przemysłowym. Niektóre rodziny dostały zgodę na otrzymywanie paczek z żywnością od swoich bliskich. Do 31 grudnia 1950 r. zmarło 4123 (czyli 4,5%) deportowanych, w tym 2080 dzieci. W tym samym okresie 903 dzieci urodziło się na wygnaniu.

## Upamiętnienie

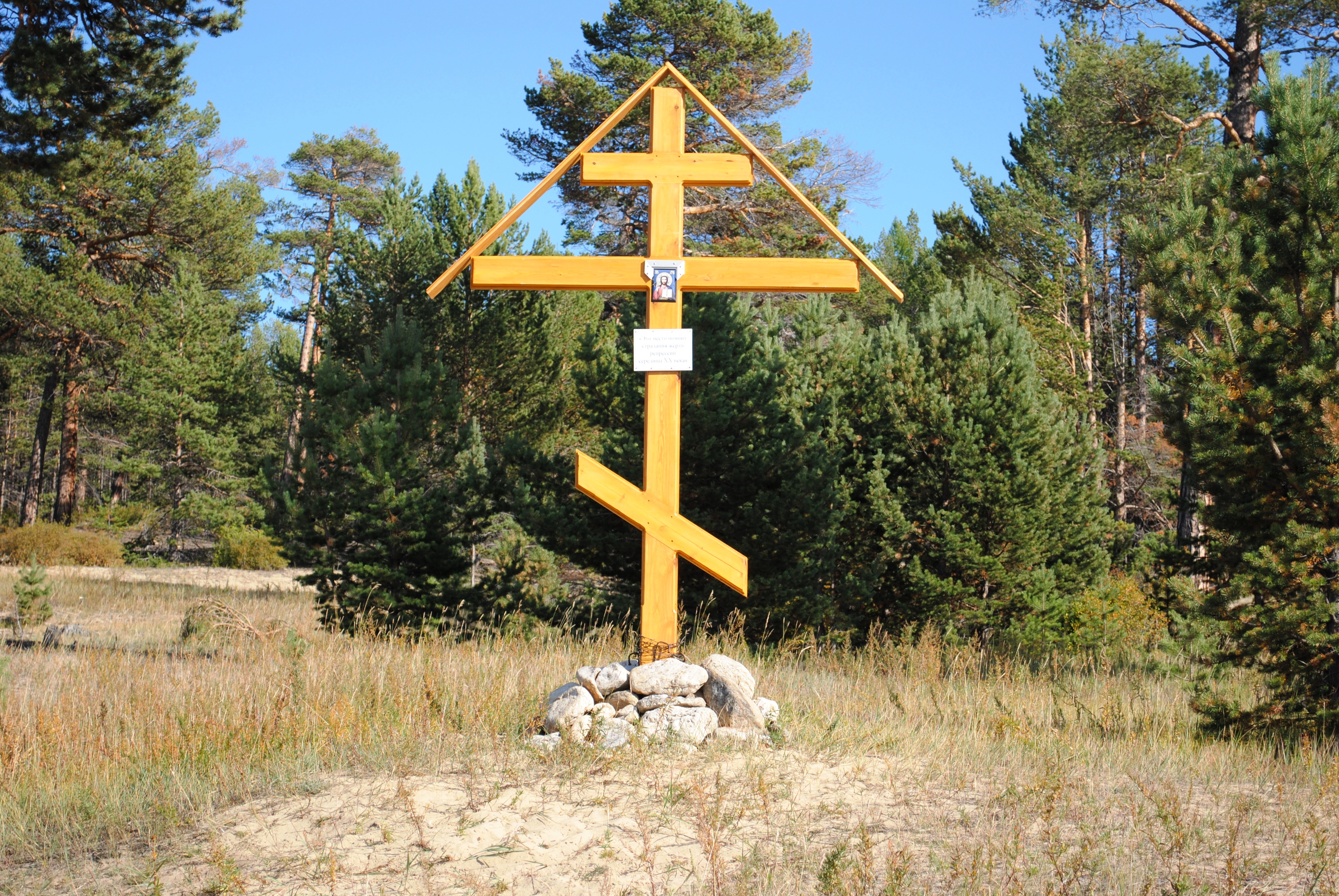
Krzyż na wyspie Olchon upamiętniający litewskich zesłańców z okresu deportacji marcowych

Dla populacji niewielkiej Estonii deportacje stały się wielką traumą: 2,5% ludności zniknęło w ciągu kilku dni. W Estonii co roku mieszkańcy miast palą świece, by uszanować pamięć o ludziach wywiezionych z rodzinnych stron. W dniu 64. rocznicy deportacji prezydent Estonii Toomas Hendrik Ilves wyraził swoje oczekiwanie na przeprosiny Estonii przez Rosję.
Z kolei materiały o życiu litewskich osadników na wyspie Olchon są przechowywane w Muzeum Chużyru. Ponadto w 2012 r. także na tej wyspie wzniesiono pamiątkowy krzyż z napisem „To miejsce pamięta o cierpieniu ofiar represji z połowy XX wieku”.
Przemawiając na wiecu z okazji 70. rocznicy deportacji 25 marca 2019 r. prezydent Łotwy Raimonds Vējonis przyznał, że „ta rocznica może stać się symbolicznym punktem wyjścia do uczciwej rozmowy o przeszłości i pamięci. Deportacji narodu łotewskiego dokonali nie tylko specjalnie sprowadzeni żołnierze i oficerowie bezpieczeństwa. Sąsiedzi, krewni i rodacy skazali ludzi na represje dobrowolne lub wbrew ich woli, ze strachu lub pod wpływem zastraszania. Ta wina jest także częścią dziedzictwa naszego narodu”. To zdanie, choć nie ujawniło niczego nowego, wywołało oburzenie krajowych komentatorów.